# فرودگاه شهری فورلی
فرودگاه شهری فورلی (به انگلیسی: Foley Municipal Airport) یک فرودگاه همگانی بهره‌برداری هوایی است که یک باند فرود آسفالت دارد و طول باند آن ۱۱۲۸ متر است. این فرودگاه در شهر فولی، آلاباما کشور ایالات متحده آمریکا قرار دارد و در ارتفاع ۲۳ متری از سطح دریا واقع شده است.